# NGC 6954
NGC 6954 é uma galáxia espiral (S0-a) localizada na direcção da constelação de Delphinus. Possui uma declinação de +03° 12' 34" e uma ascensão recta de 20 horas, 44 minutos e 03,3 segundos.
A galáxia NGC 6954 foi descoberta em 28 de Junho de 1863 por Albert Marth.